# Jamesbrittenia tenuifolia
Jamesbrittenia tenuifolia är en flenörtsväxtart som först beskrevs av Johann Jakob Bernhardi, och fick sitt nu gällande namn av O.M. Hilliard. Jamesbrittenia tenuifolia ingår i släktet Jamesbrittenia och familjen flenörtsväxter. Inga underarter finns listade i Catalogue of Life.